# Черцито Гранде (Авелино)
Черцито Гранде је насеље у Италији у округу Авелино, региону Кампанија.
Према процени из 2011. у насељу је живело 52 становника. Насеље се налази на надморској висини од 453 м.